# Лагерь NEEM
Лагерь NEEM (Бурение восточно-гренландского эемского льда) — небольшой исследовательский лагерь на севере Гренландского щита, используемый для бурения ледника. Расположен в 313 км от ближайшего берега (бухты Пибоди на севере), в 275 км к северо-западу от прежнего лагеря Нортайс и в 484 км к востоку-северо-востоку от Сиорапалука, ближайшего поселения. Имеется только одна палатка для размещения исследователей летом. Сообщение — по воздуху с применением снежной ВПП.
Ожидается толщина льда 2545 м. Работы были начаты в июне 2009 г. и продвигались быстро, верхняя хрупкая зона (ок. 800 м) пройдена к середине июля. К началу сентября скважина достигла глубины 1757,84 м, был установлен рекорд скорости за 100 дней. Ложе ледника достигнуто в 26 июля 2010 г. на глубине 2537,36 м.